# East Bethel
East Bethel és una població dels Estats Units a l'estat de Minnesota. Segons el cens del 2000 tenia 10.941 habitants.

## Demografia
Segons el cens del 2000, East Bethel tenia 10.941 habitants, 3.607 habitatges, i 2.936 famílies. La densitat de població era de 94,2 habitants per km².
Dels 3.607 habitatges en un 47,2% hi vivien nens de menys de 18 anys, en un 70,6% hi vivien parelles casades, en un 6,1% dones solteres, i en un 18,6% no eren unitats familiars. En el 13,6% dels habitatges hi vivien persones soles el 2,8% de les quals corresponia a persones de 65 anys o més que vivien soles. El nombre mitjà de persones vivint en cada habitatge era de 3,03 i el nombre mitjà de persones que vivien en cada família era de 3,33.
Per edats la població es repartia de la següent manera: un 32,1% tenia menys de 18 anys, un 6,9% entre 18 i 24, un 36,9% entre 25 i 44, un 20% de 45 a 60 i un 4% 65 anys o més.
L'edat mediana era de 33 anys. Per cada 100 dones de 18 o més anys hi havia 109,5 homes.
La renda mediana per habitatge era de 57.880 $ i la renda mediana per família de 62.004 $. Els homes tenien una renda mediana de 40.599 $ mentre que les dones 27.377 $. La renda per capita de la població era de 21.087 $. Entorn del 2,2% de les famílies i el 3,8% de la població estaven per davall del llindar de pobresa.

## Poblacions més properes
El següent diagrama mostra les poblacions més properes.